# Michaël Debève
Michaël Debève, noto anche come Mickaël Debève (Abbeville, 1º dicembre 1970), è un allenatore di calcio ed ex calciatore francese, di ruolo centrocampista.

## Biografia
Suo padre era un falegname. Si sposa nel 1993 con Pascale, dalla quale ha avuto due figlie: Marion (nata nel 1995) e Loryn (nata nel 1997).

## Caratteristiche tecniche
Era un esterno destro.

## Carriera

### Club
Gioca per Tolosa, Lens, Le Havre, M'Boro, Amiens e Abbeville.
Dopo aver vestito per diversi anni la divisa del Tolosa, si trasferisce al Lens, dove conquista il campionato francese del 1998. Svincolatosi nel 2002, viene acquistato dalla società inglese del Middlesbrough, dove gioca pochi incontri di campionato e un paio di sfide di FA Cup prima di ritornare in Francia tra le file dell'Amiens. Nel 2004 ritorna all'Abbeville, squadra della sua città natale e dove era cresciuto calcisticamente, giocando come giocatore-allenatore e terminando la carriera nel 2008.
Vanta 15 presenze ed una sola marcatura in Europa: il 25 novembre 1998 firma la rete che decide Arsenal-Lens 0-1, incontro valido per la fase a gironi della Champions League.

## Palmarès

### Club

#### Competizioni nazionali
- Campionato francese: 1

Lens: 1997-1998
- Coppa di Lega francese: 1

Lens: 1998-1999